# Robin Williams
Robin McLaurin Williams (ur. 21 lipca 1951 w Chicago, zm. 11 sierpnia 2014 w Paradise Cay) – amerykański komik i aktor.
Laureat Oscara dla najlepszego aktora drugoplanowego za rolę psychologa w dramacie Buntownik z wyboru (1997), a także zdobywca  m.in. sześciu Złotych Globów (w tym dwóch nagród specjalnych) i pięciu nagród Grammy.

## Życiorys

### Wczesne lata
Urodził się 21 lipca 1951 w szpitalu Wesley Memorial w Chicago w Illinois w dobrze sytuowanej rodzinie Laurie McLaurin (z domu Smith; ur. 1922, zm. 4 września 2001) i Roberta Fitz-Gerrella Williamsa (ur. 10 września 1906, zm. 18 października 1987), którzy pobrali się 3 czerwca 1950. Jego ojciec był menedżerem w Ford Motor Company, a matka – profesjonalną modelką, która po narodzeniu syna zajęła się prowadzeniem domu. W związku z pracą ojca często zmieniał miejsce zamieszkania, m.in. dorastał w domu przy Washington Road w Lake Forest (Illinois), później mieszkał w posiadłości Stonycroft znajdującej się na rogu Opdyke Road i Woodward Avenue w Bloomfield Hills na północnym przedmieściu Detroit, a w 1968 przeprowadził się z rodziną do Tiburon w Kalifornii. Miał dwóch przyrodnich braci: Roberta „Todda” (1938–2007; syn z pierwszego małżeństwa ojca z Susan Todd Laurent) i Laurina (ur. 1947; syn z pierwszego małżeństwa matki z Williama Musgrave’a), których poznał dopiero, gdy miał ok. 10 lat. Jako dziecko był samotny, skromny i delikatny, żył we własnym wyobrażonym świecie i naśladował swoich ulubionych komików (był zafascynowany Jonathanem Wintersem i Dannym Kayem), a także kolekcjonował żołnierzyki. W późniejszych latach pozostał człowiekiem skromnym i nieśmiałym, o obniżonym poczuciu własnej wartości. W okresie gimnazjalnym trenował piłkę nożną i zapasy, a jako licealista brał udział w biegach przełajowych i grał w reprezentacyjnej drużynie piłkarskiej.
W związku z licznymi przeprowadzkami jako dziecko w ciągu ośmiu lat uczęszczał do sześciu szkół. Ukończył naukę w Gorton School, później uczył się w Deer Path Middle School w Lake Forest, jednak po przeprowadzce do Bloomfield Hills dołączył do konserwatywnej Detroit Country Day School w Beverly Hills. W 1969 ukończył Redwood High School w Larkspur. Osiągał bardzo dobre wyniki w nauce. Po ukończeniu liceum dorabiał, pracując w restauracji i klubie muzycznym „Trident” w Sausalito. Następnie studiował nauki polityczne w męskiej uczelni Claremont Men's College w Claremont, jednak studiów nie ukończył. Uczęszczał też na zajęcia teatralne w Scripps College i, od jesieni 1970, na lekcje dramatu w College of Marin w Hrabstwie Marin. W latach 1973–1976 uczył się aktorstwa w renomowanej Juilliard School w Nowym Jorku, na której otrzymał stypendium artystyczne.

### Kariera
Na studiach wszedł w skład grupy improwizacyjnej Karma Pie, z którą występował na kampusie Scripps College. Grał też w akademickich spektaklach, m.in. Pod mlecznym lasem i Alicja w krainie czarów, a w 1970 został członkiem studenckiego zespołu komediowego. Już wtedy wykazywał umiejętność improwizacji, wcielania się w różne postaci, parodiowania bohaterów kultury masowej i modulowania głosu. Umiejętności aktorskie doskonalił w trakcie nauki w College of Marin, gdzie zagrał m.in. w spektaklach: Sen nocy letniej, Bądźmy poważni na serio i Wieczór Trzech Króli, a także zebrał przychylne recenzje w lokalnej prasie za występy w sztukach: Łysa śpiewaczka, Makbet, You in Your Small Corner and I in Mine oraz Skrzypek na dachu. W 1971 wystąpił w szkolnym spektaklu Poskromienie złośnicy, który zajął pierwsze miejsce na festiwalu teatrów ulicznych w Edynburgu. Następnie występował w sztukach Pacific Conservatory of the Performing Arts: Kaukasie koło kredowe i The Music Man. Pod koniec 1972 został obsadzony w roli Fagina w szkolnym spektaklu bożonarodzeniowym Oliver!, za którą również zebrał pochwalne recenzje. Podczas studiów w nowojorskiej Juilliard School wystąpił w spektaklach: Noc iguany, Sen nocy letniej i Sześć postaci w poszukiwaniu autora. W Nowym Jorku zaczął zarabiać pierwsze pieniądze jako mim.
Po powrocie do San Francisco zimą 1976 zaczął udzielać się w lokalnym środowisku teatralnym, występował m.in. w komediowej grupie improwizacyjnej „Wing”. W marcu 1976 zadebiutował rolą w sztuce Kochanek w teatrze Gumption w San Francisco. Doskonalił także sztukę stand-upu u Franka Kiddera. Był też fanem aktorstwa Richarda Pryora. Zaczął zarabiać dzięki występom jako komik stand-uper; dawał solowe występy oraz był związany m.in. z grupami kabaretowymi Savoy Tivoli i Old Spaghetti Factory oraz z grupą improwizatorów Papaya Juice. W 1976 zajął drugie miejsce w konkursie stand-upu „San Francisco Comedy Competition”. Dorabiał, pracując jako barman w klubie Holy City Zoo.
Jesienią 1976 przeprowadził się do Los Angeles, gdzie został komikiem w trupie improwizatorów Of the Wall oraz występował jako stand-uper w klubach „Bla-Bla Café” oraz „Improv”, a następnie został członkiem zespołu artystów Comedy Store Players, a dzięki swoim występom zdobywał coraz większe uznanie branży i publiczności. Wciąż doskonalił swoje umiejętności i brał udział w warsztatach komediowych. Nawiązał też współpracę z agencją artystyczną „Rollins, Joffe, Morra & Brenzer”, dzięki której zaczął brać udział w przesłuchaniach do filmów i seriali telewizyjnych. W kinie zadebiutował rolą w niskobudżetowym filmie Czy mogę to robić, zanim będę potrzebował okularów? (1977). Na zaproszenie producenta telewizyjnego George’a Schlattera wystąpił w komediowym programie Laugh-In, później występował także w talk-show NBC The Richard Pryor Show oraz w programach: America 2-Night i The Great American Laugh-Off, w którym po raz pierwszy pokazał szerszej publiczności swój pełny program stand-upowy. Występował także epizodycznie w serialach, m.in. Eight Is Enough i Sorority ‘62.
Przełomem w jego karierze okazał się gościnny występ w roli kosmity Morka w sitcomie ABC Szczęśliwe dni (1978). Jego pojawienie się zdobyło tak dużą popularność wśród widzów, że firma Paramount Pictures stworzyła spin-off sitcomu — Mork i Mindy (1978-1982), w którym Williams zagrał tytułową rolę męską. Za występy w serialu zebrał przychylne recenzje od krytyków i widzów oraz otrzymał Złoty Glob dla najlepszego aktora w serialu komediowym. Zyskał także powszechną popularność w USA, m.in. stał się bohaterem licznych artykułów prasowych (np. w czasopismach: „Time”, „TV Guide” i „The New York Times”), a jego serialowy wizerunek był publikowany na wielu gadżetach, m.in. na t-shirtach, grach planszowych oraz kartach i figurkach kolekcjonerskich. Również w 1978 wystąpił z godzinnym stand-upem w programie HBO Live at the Roxy oraz odbył ogólnokrajową trasę ze swoim programem stand-upowym, którego fragmenty wydał latem 1979 nakładem wytwórni Casablanca Records na albumie pt. Reality... What A Concept; płyta zebrała entuzjastyczne recenzje w prasie, rozeszła się w ponad 500 tys. egzemplarzy, dzięki czemu trafiła na listę sprzedaży Billboard Hot 100, a także zdobyła nagrodę Grammy dla najlepszego albumu komediowego.
W marcu 1979 zaczął mierzyć się z nieprzychylną prasą; czasopisma „The Insider”, „Daily News” i „Chicago Tribune” opisały, jakoby Williams rzekomo podkradał skecze innym stand-uperom, co on sam tłumaczył faktem, że w trakcie improwizacji czasem opowiadał historie zasłyszane w klubach komediowych, nie pamiętając o tym, od kogo je słyszał. Pod koniec lat 70. menedżerowie Williamsa rozważali ograniczenie mu telewizyjnych występów na poczet rozwoju kariery kinowej. Aktor zagrał tytułową rolę w komedii muzycznej Roberta Altmana Popeye (1980), która zdobyła mieszane recenzje, ale okazała się hitem kasowym, przynosząc twórcom dochód wynoszący ok. 50 mln dol. w USA. W 1981 po raz pierwszy gościł w talk-show The Tonight Show Starring Johnny Carson. Jeszcze w trakcie prac nad serialem Mork i Mindy zagrał tytułowego bohatera w ciepło przyjętym przez krytyków i widzów komediodramacie George’a Roya Hilla Świat według Garpa (1982); za tę rolę otrzymał honorarium w wysokości 300 tys. dol.
W 1982 wystąpił w jednym z odcinków programu The Billy Crystal Show w NBC, a po zakończeniu produkcji serialu Mork i Mindy zagrał w adaptacji Opowieści o żabim księciu (reż. Eric Idle) w programie dla dzieci Faerie Tale Theatre, został współproducentem i konsultantem przy serialu Star of the Family w ABC oraz odbył kolejną trasę stand-upową po USA. Następnie został bohaterem półtoragodzinnego programu kabaretowego An Evening with Robin Williams (1983) i zagrał w farsie Michaela Ritchiego Ci, którzy przetrwają, która zebrała przeciętne recenzje i poniosła komercyjną porażkę, przez co została zdjęta z ekranu zaledwie po miesiącu od premiery. W 1983 wydał drugi album koncertowy pt. Throbbing Pyhton of Love, który jednak nie powtórzył sukcesu debiutanckiej płyty i dotarł do zaledwie 119. miejsca na liście sprzedaży w USA, ale zdobył nominację do nagrody Grammy za najlepszy album komediowy. W tym samym roku Williams zagrał Władimira Iwanowa, radzieckiego saksofonistę cyrkowego, który decyduje się na mieszkanie w USA, w filmie Paula Mazursky’ego Moskwa nad rzeką Hudson (1984); na potrzeby roli w tym filmie podjął prawie półroczny kurs języka rosyjskiego oraz uczył się gry na saksofonie. W 1984 m.in. wystąpił z Eddiem Murphym w programie Saturday Night Live oraz wystąpił podczas charytatywnego wydarzenia „The Night of at Least a Dozen Stars”, na którym włączył się w zbiórkę funduszy na rzecz grupy National Committee for an Effective Congress.
W 1985 zagrał w komedii Rogera Spottiswoode’a Najlepsze czasy (1986), która mimo przychylnych recenzji poniosła komercyjną porażkę. Następnie wystąpił w chłodno przyjętej przez krytyków farsie Harolda Ramisa Klub raj. 24 marca 1986 współprowadził (z Alanem Aldą i Jane Fondą) 58. ceremonię wręczenia Oscarów, a sześć dni później był jednym z gospodarzy (obok Billy’ego Crystala i Whoopi Goldberg) koncertu charytatywnego „Comic Relief” w HBO. Między projektami filmowymi i telewizyjnymi kontynuował karierę stand-upera, m.in. wiosną i latem 1986 odbył 10-tygodniową trasę obejmującą występy w 23 miastach w USA, a także dawał improwizowane popisy kabaretowe w lokalnych klubach. 9 i 10 sierpnia 1986 wystąpił – jako pierwszy komik-solista w historii – w Metropolitan Opera House, a fragmenty show zostały zarejestrowane i wyemitowane na potrzeby programu HBO An Evening at the Met oraz wydane na albumie koncertowym pt. A Night at the Met. W 1986 zagrał Tommy’ego Wilhelma, ogarniętego egzystencjalnym kryzysem aktora-nieudacznika, w krytycznie przyjętym przez krytyków filmie telewizyjnym Korzystaj z dnia (1987). Ubiegał się także o jedną z głównych ról w komedii Zdążyć przed północą. W 1987 i 1988 otrzymał nagrody Primetime Emmy za najlepszy indywidualny występ w programie komediowym lub musicalu, kolejno za Carol, Carl, Whoopi and Robin oraz ABC Presents: A Royal Gala.
Przełomem w jego karierze filmowej była rola spikera rozgłośni wojskowej Adriana Cronauera w kasowym komediodramacie wojennym Barry’ego Levinsona Good Morning, Vietnam (1987), za którą zebrał przychylne recenzje i zdobył wiele nagród, m.in. Złoty Glob dla najlepszego aktora w filmie komediowym lub musicalu oraz nominację do Oscara dla najlepszego aktora pierwszoplanowego i nagrody BAFTA dla najlepszego aktora w roli głównej, a za ścieżkę dźwiękową do filmu (zawierającą fragmenty DJ-skich setów Williamsa) otrzymał nagrodę Grammy dla najlepszego albumu komediowego. W 1988 ponownie wystąpił w programie Saturday Night Live oraz ogłosił zdobywcę nagrody za najlepszą reżyserię na 60. ceremonii wręczenia Oscarów. Następnie zagrał Estragona w inscenizacji sztuki Czekając na Godota (reż. Mike Nichols) w Lincoln Center Theatre w Nowym Jorku; za występ w spektaklu zebrał mieszane recenzje, sam spektakl zszedł z afisza po zaledwie sześciu tygodniach od premiery. Później pojawił się w epizodycznej roli Króla Księżyca w Przygodach barona Munchausena (1989), ekranizacji powieści Rudolfa Ericha Raspego i Gottfrieda Augusta Bürgera o tym samym tytule; w napisach końcowych wymieniony został pod pseudonimem „Ray D. Tutto”, ponieważ agenci aktora nie chcieli, by twórcy filmu opierali promocję wyłącznie na nazwisku Williamsa.
Za rolę niekonwencjonalnego nauczyciela Johna Keatinga w kasowym dramacie Petera Weira Stowarzyszenie Umarłych Poetów (1989) zyskał w większości przychylne recenzje i otrzymał nominacje do Oscara dla najlepszego aktora pierwszoplanowego i Złotego Globu dla najlepszego aktora w filmie dramatycznym. W pierwszej połowie 1989 odgrywał tytułową rolę w farsie Rogera Donaldsona Sprzedawca cadillaków (1990), która zebrała fatalne recenzje i poniosła komercyjną porażkę. W październiku 1989 rozpoczął, trwające pięć miesięcy, zdjęcia do komediodramatu Penny Marshall Przebudzenia (1990), w którym wcielił się w lekarza szpitala psychiatrycznego dr Malcolma Sayera; choć za występ w tej produkcji zebrał mieszane recenzje od krytyków, otrzymał nominację do Złotego Globu dla najlepszego aktora w filmie dramatycznym. Również w 1989 otrzymał nagrodę Grammy za najlepsze nagranie dla dzieci (za płytę pt. Pecos Bill).
Od maja do sierpnia 1990 grał Parry’ego, szalonego włóczęgę skrywającego tragiczną przeszłość, w komediodramacie Terry’ego Gilliama Fisher King (1991), a za swoją rolę w tym filmie odebrał Złoty Glob dla najlepszego aktora w filmie komediowym lub musicalu oraz był nominowany do Oscara dla najlepszego aktora pierwszoplanowego. Od lutego do lipca 1991 pracował na planie kasowego, lecz krytykowanego w recenzjach filmu Stevena Spielberga Hook (1991), w którym zagrał dorosłego Piotrusia Pana (Petera Banninga). W tym samym roku premierę miał film Kennetha Branagha Umrzeć powtórnie, w którym zagrał jedną z niewielu mrocznych postaci w swojej karierze – zdyskredytowanego ekspsychiatrę zmuszonego do pracy jako sprzedawca w sklepie spożywczym. Zagrał też agresywnego nauczyciela pantonimy, drugoplanową postać w niskobudżetowym filmie niezależnym Bobcata Goldthwaita Shakes the Clown (1991).
Użyczył głosu rapującemu nietoperzowi Batty Kody w animacji Dolina paproci (1991) oraz dżinowi w kasowym filmie animowanym Walt Disney Pictures Aladyn (1992), przy czym postać z disnejowskiej produkcji była inspirowana występami stand-upowymi Williamsa. Za tę rolę otrzymał nagrodę specjalną za dubbing na 50. ceremonii wręczenia Złotych Globów. Z powodu niezadowolenia ze współpracy z wytwórnią Disneya, która bez zgody i wiedzy Williamsa dysponowała jego głosem jako dżina, odmówił pracy przy kontynuacji Aladyna. Wiosną 1992 był gościem w programie The Tonight Show Starring Johnny Carson. Zagrał także Lesliego Zevo, głównego bohatera chłodno przyjętego przez krytyków filmu Barry’ego Levinsona Zabaweczki (1992).
W latach 90. założył z żoną firmę produkcyjną Blue Wolf Productions, pod której szyldem wiosną 1993 rozpoczął produkcję komediodramatu Chrisa Columbusa Pani Doubtfire (1993), będącego ekranizacją powieści dla dzieci Anne Fine pt. Alias Madame Doubtfire z 1988; rola Daniela Hillarda, bezrobotnego aktora dubbingowego, który po rozwodzie z żoną przebiera się za poczciwą gospodynię domową Euphegenię Doubtfire, by móc spędzać więcej czasu z dziećmi, umocniła jego pozycję w branży filmowej i uznawana jest za szczyt jego kariery, a sam film osiągnął sukces komercyjny i zebrał głównie przychylne recenzje. Za tę rolę otrzymał Złoty Glob dla najlepszego aktora w filmie komediowym lub musicalu. Zagrał też duszę reinkarnującą się w różnych epokach ludzkiej historii w chłodno ocenionym przez krytyków filmie fantasy Billa Forsytha Być człowiekiem (1994), który poniósł komercyjną porażkę.
Wiosną 1995 wystąpił z programem stand-upowym przed Billem i Hillary Clinton podczas wizyty pierwszej pary USA w Kalifornii. W tym samym roku wystąpił w roli ojca rodziny w drugim sezonie serialu kryminalnego NBC Wydział zabójstw Baltimore, za którą otrzymał nominacje do nagrody Primetime Emmy za najlepszy gościnny występ w serialu dramatycznym. Poza tym pojawił się w epizodycznej roli nerwowego rosyjskiego położnima w komedii romantycznej Chrisa Columbusa Dziewięć miesięcy, a także zagrał ekstrawaganckiego mecenasa drag queens w filmie Ślicznotki, Alana Parrisha w kasowym filmie fantasy Jumanji i aktora Melę w filmie Woody’ego Allena Przejrzeć Harry’ego (1997). Następnie wcielił się w Armanda, właściciela klubu nocnego dla drag queens w ciepło przyjętej przez krytykę i widzów komedii Mike’a Nicholsa Klatka dla ptaków (1996), amerykańskiej wersji francuskiego filmu Klatka szaleńców z 1978; za rolę w tym filmie otrzymał nagrodę Gildii Aktorów Ekranowych za najlepszy występ zespołu aktorskiego w filmie kinowym. Gorzej przyjęto jego występ w kolejnym filmie, zmiażdżonym przez krytyków komediodramacie Jack (1996). W tym samym roku wystąpił także jako Ozryka w Hamlecie, ekranizacji powieści Williama Shakespeare’a o tym samym tytule, oraz Assasin w filmie Christophera Hamptona Tajny agent (1996). Następnie wcielił się w postać Dale’a Putleya, pisarza o skłonnościach samobójczych w chłodno przyjętym przez krytyków i widzów filmie Dzień ojca (1997), amerykańskim remake’u francuskiego filmu Trzech ojców z 1983; w ramach promocji filmu wystąpił w jednym z odcinków serialu Przyjaciele oraz gościł w programie The Tonight Show Starring Jay Leno. Podobnie słabe recenzje zebrał za rolę Freda MacMurraya w filmie Flubber (1997), remake’u produkcji Walt Disney Pictures Latający profesor z 1961.
Za rolę owdowiałego psychoanalityka Seana Maguire’a w dramacie Buntownik z wyboru (1997) zebrał mieszane recenzje, ale też otrzymał Oscara dla najlepszego aktora drugoplanowego i nagrodę Gildii Aktorów Ekranowych za najlepszy występ aktora w roli drugoplanowej oraz był nominowany do Złotego Globa dla najlepszego aktora drugoplanowego. Za występ w serialu animowanym Great Minds Think for Themselves (1998) otrzymał nominację do nagrody Daytime Emmy dla wyróżniającego się artysty w serialu animowanym. Do końca lat 90. zagrał w chłodno przyjętych przez krytykę filmach: tytułowego bohatera kasowej tragikomedii Patch Adams (1998), Chrisa, lekarza pediatrii pomagającego żonie w przezwyciężeniu depresji po śmierci dzieci, w melodramacie Vincenta Warda Między piekłem a niebem (1998), żydowskiego kupca Jakoba Heyma w dramacie wojennym Jakub kłamca (1999), który poniósł komercyjną porażkę, a także androida Andrew Martina w filmie science-fiction Człowiek przyszłości (1999). Poza tym w 1999 zmienił agencję menedżerską z CAA na Artist Management Group.
W 2000 gościł w talk-show Late Show with David Letterman. Jesienią tego samego roku rozpoczął zdjęcia do filmu Marka Romanka Zdjęcie w godzinę 2002), w którym zagrał Seymoura „Sy” Parrisha, niezrównoważonego psychicznie pracownika sklepu fotograficznego, który prześladuje swoją klientkę i jej rodzinę; za swoją rolę w filmie zebrał przychylne recenzje krytyków. Na początku 2001 wystąpił jako Rainbow Randolph, zepsutego gospodarza popularnego widowiska telewizyjnego dla dzieci, w chłodno przyjętym przez krytyków i widzów filmie Danny’ego DeVito Smoochy. Wiosną i latem tego samego roku pracował na planie dreszczowca Christophera Nolana Bezsenność (2002), amerykańskiej adaptacji norweskiego thrillera Insomnia z 1997, w którym zagrał niebezpiecznego psychopatę Waltera Fincha. W tym okresie zrezygnował z usług agencji Artis Management Group i wznowił współpracę z agencją CAA.
Również na początku lat 2000. powrócił do regularnych występów stand-upowych – od grudnia 2001 przez kolejne kilka miesięcy zagrał serię spektakli po kraju; występy były rejestrowane i ukazały się na albumie koncertowym pt. Robin Williams: Live on Broadway, za który aktor otrzymał nagrodę Grammy za najlepszy album ze słowem mówionym oraz nominacje do nagrody Primetime Emmy za najlepszy indywidualny występ w programie komediowym lub musicalu i najlepszy scenariusz do programu komediowego lub musicalu. Następnie zagrał Alana W. Hakmana w dreszczowcu science-fiction Wersja ostateczna (2004), który okazał się komercyjną klapą, oraz krytycznie przyjętą przez recenzentów rolę upośledzonego w rozwoju sprzątacza w komediodramacie Davida Duchovny’ego Głowa do góry (2004). Porażkę poniósł też niskobudżetowy film Ciało za milion (2004), w którym zagrał Paula Barnella, pechowego pracownika biura podróży, który próbuje uzyskać polisę ubezpieczeniową zaginiego brata, wykorzystując zwłoki znalezione w kontenerze na śmieci.
W 2005 podczas 62. ceremonii wręczenia Złotych Globów otrzymał nagrodę im. Cecila B. DeMille’a za osiągnięcia życiowe. W 2006 zagrał drugoplanową rolę ożywionej figury prezydenta Theodore’a Roosevelta z Amerykańskiego Muzeum Historii Naturalnej w familijnym filmie przygodowym Noc w muzeum, który odniósł komercyjny sukces. W tym samym roku premierę miały trzy filmy z Williamsem w roli głównej, które poniosły artystyczną i komercyjną porażkę: Nocny słuchacz, RV: Szalone wakacje na kółkach i Człowiek roku. Po zakończeniu terapii odwykowej jesienią 2006 wcielił się w kolejne krytycznie ocenione w recenzjach role filmowe: księdza w komedii Licencja na miłość (2007), nauczyciela bezdomnych muzyków w dramacie Cudowne dziecko (2007) i biznesmena w komedii Stare wygi (2008). Po rozstaniu z żoną Marshą w 2008 zamknął firmę produkcyjną Blue Wolf Productions, a po przeprowadzce do Tiburon (Kalifornia) dał spontaniczne występy stand-upowe w Theockmorton Theatre i Napa Valley Opera House. Powrócił też do roli ożywionej figury prezydenta Theodore’a Roosevelta, grając w filmie Noc w muzeum 2 (2009). 
Jesienią 2008 rozpoczął trasę koncertową z programem stand-upowym Weapons of Self Destruction, którą zakończył przedwcześnie na początku 2009 z powodu pogorszenia się jego stanu zdrowia. Po operacji wstawienia zastawki serca w 2009 powrócił do pracy, występując w programie Late Show with David Letterman. Zagrał także główną rolę – Lance’a, sfrustrowanego nauczyciela języka angielskiego, który mieszka z nastoletnim synem – w niskobudżetowym filmie niezależnym Bobcata Goldthwaita Najlepszy ojciec świata (2009). Wznowił również trasę Weapons of Self Destruction po USA, a występy w Waszyngtonie z 20 i 21 listopada zostały zarejestrowane i wyemitowane w programie HBO; otrzymał za niego nominację do nagrody Primetime Emmy za najlepszy telewizyjny program komediowy lub musica. W 2010 wydał album koncertowy, również zatytułowany Weapons of Self Destruction, za który był nominowany so nagrody Grammy za najlepszy album komediowy. W 2011 zagrał Tygrysa w spektaklu Bengalski tygrys w bagdadzkim zoo (reż. Moisés Kaufman) wystawianym w Richard Rodgers Theatre na Broadwayu; choć za swój występ zebrał entuzjastyczne recenzje, spektakl zszedł z afisza po zaledwie 108 przedstawieniach.
W 2012 otrzymał nagrodę Stand-Up Icon podczas gali wręczenia Comedy Award w Nowym Jorku, wystąpił gościnnie w jednym z odcinków serialu Louie i zagrał tytułową rolę w czarnej komedii Choleryk z Brooklynu. W 2013 wystąpił w drugoplanowej roli Dwighta Eisenhowera w biograficznym filmie Kamerdyner oraz został obsadzony w głównej roli Simona Robertsa, współzałożyciela agencji reklamowej w Chicago, w serialu CBS Przereklamowani (2013–2014), który wzbudził umiarkowane zainteresowanie widzów. Zimą 2013 występował z Rickiem Overtonem w improwizowanym spektaklu Set List w klubie komediowym iO West przy Hillywood Boulevard. Ponownie zagrał ożywioną figurę prezydenta Theodore’a Roosevelta, tym razem w komedii Noc w muzeum: Tajemnica grobowca (2014).

## Życie prywatne
W latach 70. spotykał się m.in. z aktorką Elayne Boosler. 4 czerwca 1978 ożenił się z tancerką Valerie Velardi, z którą miał syna Zachary’ego „Zaka” Pyma (ur. 11 kwietnia 1983). Nie dochowywał wierności żonie (m.in. w 1984 nawiązał blisko dwuletni romans z kelnerką Michelle Tish Carter) co doprowadziło do rozwodu 6 grudnia 1988. 30 kwietnia 1989 w Lake Tahoe poślubił Marshę Garces (ur. 1957), która była nianią jego syna, a później została osobistą asystentką Williamsa. Mieli córkę Zeldę (ur. 31 lipca 1989) i syna Cody’ego Alana (ur. 25 listopada 1991). Z drugą żoną rozstał się pod koniec 2007 i wziął rozwód w 2008 z powodu „niezgodności charakterów nie do przezwyciężenia”. W październiku 2007 poznał graficzkę Susan Schneider, którą poślubił 22 października 2011 w ośrodku wypoczynkowym Meadowood Napa Valley i z którą pozostał do swojej śmierci.
W latach 70. uzależnił się od alkoholu i narkotyków, m.in. od kokainy, choć w wywiadach zapewniał, że nie przyjmuje żadnych substancji psychodelicznych. Ograniczył nałóg po śmierci aktora Johna Belushiego w marcu 1982 i narodzinach syna w kwietniu 1983. W 1986 zaczął uczęszczać na psychoterapię. W 2004 powrócił do nałogów, w tym czasie rozważał podjęcie próby samobójczej; w 2006 odbył terapię odwykową w centrum Hazelden Foundation w Newberg. Mierzył się z głęboką depresją. W 2014 zgłosił się do placówki leczenia uzależnień Dan Anderson Renewal Center w Center City w Minnesocie.
Był altruistycznym liberalistą. Angażował się w liczne kampanie i wydarzenia dobroczynne, m.in. pomagał osobom w kryzysie bezdomności oraz wielokrotnie (od 1986 z przerwami do 2006) współprowadził gale charytatywne Comic Relief z Billym Crystalem i Whoopi Goldberg. Z drugą żoną założył organizację charytatywną Windfall Foundation. Wspierał także społeczność LGBT. W ramach współpracy z United Service Organizations (USO) od 2002 dawał występy stand-upowe członkom amerykańskich sił zbrojnych m.in. w Afganistanie, Iraku, Kuwejcie i Bagram.
13 marca 2009 przeszedł operację wstawienia zastawki serca.
11 sierpnia 2014 przed południem został znaleziony nieprzytomny we własnym domu. W południe lokalnego czasu stwierdzono zgon aktora. W toku śledztwa ustalono, że zmarł on śmiercią samobójczą, wskutek powieszenia. Na krótko przed śmiercią mierzył się z nawrotem depresji i wykryto u niego chorobę Parkinsona, jednak sekcja zwłok wykazała, że cierpiał na DLB. Ciało Williamsa zostało skremowane, a prochy – rozsypane nad Zatoką San Francisco. 27 września odbyło się nabożeństwo żałobne Williamsa w Curran Theatre w San Francisco.

## Upamiętnienie
Od marca 2016 tunel łączący hrabstwo Marin z mostem Golden Gate nosi imię Williamsa. W październiku tego samego roku fundacja SAG-AFTRA otworzyła ośrodek edukacyjno-teatralny Robin Williams Center w Nowym Jorku.
Zespół heavy metalowy Iron Maiden w albumie studyjnym The Book of Souls wydanym 4 września 2015 roku poświęcił utwór "Tears of a Clown" pamięci zmarłego aktora.  

## Filmografia
Spis sporządzono na podstawie materiału źródłowego.

### Role w filmach
- Czy mogę to robić, zanim będę potrzebował okularów? (Can I Do It... 'Til I Need Glasses?, 1977)
- Popeye (1980) jako Popeye
- Świat według Garpa (The World According to Garp, 1982) jako T.S. Garp
- Ci, którzy przetrwają (The Survivors, 1983) jako Donald Quinelle
- Moskwa nad rzeką Hudson (Moscow on the Hudson, 1984) jako Vladimir Ivanoff
- Najlepsze czasy (The Best of Times, 1986) jako Jack Dundee
- Chwytaj dzień (Seize the Day, 1986) jako Tommy Wilhelm
- Klub „Raj” (Club Paradise, 1986) jako Jack Moniker
- Good Morning, Vietnam (1987) jako Adrian Cronauer
- Przygody barona Munchausena (The Adventures of Baron Munchausen, 1988) jako król Księżyca
- Portrait of a White Marriage (1988) jako Air Conditioning Salesman
- Stowarzyszenie Umarłych Poetów (Dead Poets Society, 1989) jako John Keating
- Przebudzenia (Awakenings, 1990) jako doktor Malcolm Sayer
- Sprzedawca cadillaków (Cadillac Man, 1990) jako Joey O’Brien
- Shakes the Clown (1992) jako mim Jerry
- Hook (1991) jako Peter Banning / Piotruś Pan
- Fisher King (The Fisher King, 1991) jako Parry
- Umrzeć powtórnie (Dead Again, 1991) jako doctor Cozy Carlisle
- Zabaweczki (Toys, 1992) jako Leslie Zevo
- Pani Doubtfire (Mrs. Doubtfire, 1993) jako Daniel Hillard
- In Search of Dr. Seuss (film telewizyjny, 1994) jako ojciec
- Być człowiekiem (Being Human, 1994) jako Hector
- Ślicznotki (To Wong Foo, Thanks for Everything, Julie Newmar, 1995) jako John Jacob Jingleheimer Schmidt
- Jumanji (1995) jako Alan Parrish
- Dziewięć miesięcy (Nine Months, 1995) jako doktor Kosevich
- Tajny agent (The Secret Agent, 1996) jako profesor
- Klatka dla ptaków (The Birdcage, 1996) jako Armand Goldman
- Jack (1996) jako Jack Powell
- Hamlet (1996) jako Ozryk
- Przejrzeć Harry’ego (Deconstructing Harry, 1997) jako Mel
- Flubber (1997) jako profesor Philip Brainard
- Dzień ojca (1997) jako Dale Putley
- Buntownik z wyboru (Good Will Hunting, 1997) jako Sean Maguire
- Patch Adams (1998) jako Patch Adams
- Między piekłem a niebem (What Dreams May Come, 1998) jako Chris Nielsen
- Jakub kłamca (Jakob the Liar, 1999) jako Jakob Heym
- Człowiek przyszłości (Bicentennial Man, 1999) jako Andrew Martin
- Zdjęcie w godzinę (One Hour Photo, 2002) jako Seymour 'Sy' Parrish
- Bezsenność (Insomnia, 2002) jako Walter Finch
- Smoochy (Death to Smoochy, 2002) jako Rainbow Rudolph
- Czekając na cud (Noel, 2004) jako Charlie / Ksiądz
- Głowa do góry (House of D, 2004) jako Pappass
- Wersja ostateczna (The Final Cut, 2004) jako Alan W. Hakman
- Ciało za milion (The Big White, 2005) jako Paul Barnell
- Noc w muzeum (Night at the Museum, 2006) jako prezydent Theodore Roosevelt
- Człowiek roku (Man of the Year, 2006) jako Tom Dobbs
- Nocny słuchacz (The Night Listener, 2006) jako Gabriel Noone
- RV: Szalone wakacje na kółkach (RV, 2006) jako Bob McNeive
- Licencja na miłość (License to Wed, 2007) jako wielebny Frank
- Cudowne dziecko (August Rush, 2007) jako Maxwell „Czarnoksiężnik” Wallace
- Całe życie z wariatami (Shrink, 2009) jako Jack Holden
- Noc w muzeum 2 (Night at the Museum: Battle of the Smithsonian, 2009) jako prezydent Theodore Roosevelt
- Najlepszy ojciec świata (World’s Greatest Dad, 2009) jako Lance Clayton
- Stare wygi (Old Dogs, 2009) jako Dan
- Kamerdyner (The Butler, 2013) jako Dwight D. Eisenhower
- Oblicze miłości (The Face of Love, 2013) jako Roger
- Wielkie wesele (The Big Wedding, 2013) jako ojciec Moinighan
- Choleryk z Brooklynu (The Angriest Man in Brooklyn, 2014) jako Henry Altmann
- Wesołe kurcze święta (Merry Friggin' Christmas, 2014) jako Mitch
- Noc w muzeum: Tajemnica grobowca (Night at the Museum: Secret of the Tomb, 2014) jako prezydent Theodore Roosevelt
- Bulwar (Boulevard, 2014) jako Nolan Mack

### Dubbing (wybór)
- Dolina paproci (Fern Gully: The Last Rainforest, 1992) jako Batty Koda
- From Time to Time (1992) jako Timekeeper
- Aladyn (Aladdin, 1992) jako Dżin
- Aladyn i król złodziei (Aladdin and the King of Thieves, 1995) jako Dżin
- A.I. Sztuczna inteligencja (Artificial Intelligence: A.I., 2001) jako doktor Know (Doktor Wiem)
- Happy Feet: Tupot małych stóp (2006) jako Rámon / Lovelace
- Happy Feet: Tupot małych stóp 2 (2011) jako Rámon / Lovelace

### Role w serialach telewizyjnych
- 1978-1982 Mork i Mindy (Mork & Mindy) jako Mork
- 2008 Prawo i porządek: sekcja specjalna (Law & Order: Special Victims Unit), seria 9, odcinek 17 pt. „Authority” jako Merritt Rook[151][a]
- 2013–2014 Przereklamowani (The Crazy Ones) jako Simon Roberts

### Reżyseria
- 1982 Mork i Mindy (Mork & Mindy), seria 4, odcinek 22 „The Mork Report”[152]
- 1986 Comic Relief (program telewizyjny)

### Producent
- 1993 Pani Doubtfire (Mrs. Doubtfire)

### Producent wykonawczy
- 1999 Jakub kłamca (Jakob the Liar)

## Nagrody
Sporządzono na podstawie materiału źródłowego.
- Nagroda Akademii Filmowej
  - Najlepszy aktor drugoplanowy
    - 1998: Buntownik z wyboru
- Złoty Glob
  - Najlepszy aktor w serialu komediowym lub musicalu:
    - 1979: Mork i Mindy

  - Najlepszy aktor w filmie komediowym lub musicalu:
    - 1988: Good Morning, Vietnam
    - 1992: Fisher King
    - 1994: Pani Doubtfire

  - Nagroda specjalna za dubbing (1993; za Alladyna)
  - Nagroda im. Cecila B. DeMille’a (2005)
- Nagroda Grammy
  - Najlepszy album komediowy:
    - 1980: Reality… What a Concept
    - 1988: A Night at the Met
    - 1989: Good Morning, Vietnam

  - Najlepsze nagranie dla dzieci:
    - 1989: Pecos Bill

  - Najlepszy album komediowy ze słowem mówionym:
    - 2003: Robin Williams: Live on Broadway
- Nagroda Primetime Emmy
  - Najlepszy indywidualny występ w programie komediowym lub musicalu:
    - 1987: Carol, Carl, Whoopi and Robin
    - 1988: ABC Presents: A Royal Gala
- Nagroda Gildii Autorów Ekranowych
  - Najlepszy występ zespołu aktorskiego w filmie kinowym:
    - 1997: Klatka dla ptaków

  - Najlepszy występ aktora w roli drugoplanowej:
    - 1998: Buntownik z wyboru